# Zelaya
Zelaya – były departament Nikaragui, który obejmował nieomal całą wschodnią część kraju wzdłuż wybrzeża Oceanu Atlantyckiego. Jego stolicą było miasto Bluefields. 
W 1986 został podzielony na dwa regiony autonomiczne: Atlántico Norte i Atlántico Sur. Zamieszkuje je anglojęzyczna mniejszość Nikaragui.
Nazwa "Zelaya" została nadana na cześć José Santosa Zelayi, prezydenta Nikaragui w latach 1893–1909.